# Nicolás Pareja
Nicolás Martín Pareja (Buenos Aires, 19 januari 1984) is een Argentijnse voetballer die doorgaans als centrale verdediger speelt. Hij liet in juli 2019 zijn contract ontbinden bij Club Atlas. Pareja debuteerde in 2010 in het Argentijns voetbalelftal.

## Carrière
Pareja, begon bij Argentinos Juniors te voetballen in 1994. De Argentijn is een verdediger en kreeg in zijn geboorteland de bijnaam hakbijl mee. In 2004 debuteerde hij als twintigjarige in heteerste elftal van Argentinos Juniors, waar op dat moment ook Lucas Biglia voetbalde.

### RSC Anderlecht
In 2005 trok het Belgische RSC Anderlecht de Argentijnse aanvaller Nicolás Frutos aan, die meteen een van de lievelingen van het publiek werd. Anderlecht was zeer tevreden over de Argentijn en dus besloot de Brusselse club in 2006 om nog twee andere Argentijnen te kopen.
Lucas Biglia en Cristian Leiva werden naar Anderlecht gehaald om het middenveld te versterken. Maar omdat RSC Anderlecht enkele belangrijke verdedigers zoals Vincent Kompany en Hannu Tihinen verloren had, besloot de club om ook nog een verdediger te zoeken. Die hadden ze in Oost-Europa gevonden maar die transfer ging niet door en dus werd Anderlecht gedwongen om toch nog een vierde Argentijn naar het Astridpark te halen: Nicolás Pareja.
Pareja werkte zich op tot een basisspeler. Hij speelde 39 competitiematchen in de Belgische Jupiler League, 7 in de UEFA-cup en vier in de UEFA Champions League, waarin hij één keer scoorde. Nadien volgde een transfer naar RCD Espanyol. De ploeg uit de Spaanse Primera División betaalde naar verluidt 4 à 5 miljoen euro.

### Espanyol
Bij Espanyol werd Pareja ook een vaste waarde. Hij werd in de verdediging van de Catalaanse club onmisbaar en voetbalde zich in de kijker van verscheidene andere clubs. In juli 2010 raakte bekend dat Pareja voor een bedrag van zo'n 10 miljoen euro naar het Russische Spartak Moskou zou verhuizen.

### Spartak Moskou
Bij Spartak Moskou zou Pareja drie seizoenen verblijven. Het eerste was hij een van de basisspelers. Tijdens het tweede speelde hij minder door een blessure. Tijdens het derde had hij het moeilijk om zijn basisplaats terug te veroveren.

### FC Sevilla
Spartak verhuurde Pareja gedurende het seizoen 2013/14 aan FC Sevilla. Daarmee won hij dat jaar de UEFA Europa League. Na afloop van het seizoen lijfde de Spaanse club hem definitief in. Pareja won in het seizoen 2014/15 vervolgens voor het tweede jaar op rij de Europa League met Sevilla.

## Olympische Spelen
Hij maakte deel uit van de Argentijnse olympische voetbalploeg (Peking 2008). Met zijn 24 jaar was hij een van de drie dispensatiespelers, naast Riquelme en Mascherano.

## Erelijst
| Competitie                  |            |                  |            |            |
| Competitie                  | Aantal     | Jaren            |            |            |
| Anderlecht                  | Anderlecht | Anderlecht       | Anderlecht | Anderlecht |
| --------------------------- | ---------- | ---------------- | ---------- | ---------- |
| Eerste klasse               | 1x         | 2006/07          |            |            |
| Beker van België            | 1x         | 2008             |            |            |
| Belgische Supercup          | 1x         | 2007             |            |            |
| Sevilla                     |            |                  |            |            |
| UEFA Europa League          | 2x         | 2013/14, 2014/15 |            |            |
| Olympisch Argentijns elftal |            |                  |            |            |
| Olympische Zomerspelen      | 1x         | 2008             |            |            |

1 Ustari ·
2 Garay ·
3 Monzón ·
4 Zabaleta ·
5 Gago ·
6 Fazio ·
7 Sosa ·
8 Banega ·
9 Lavezzi ·
10 Riquelme ·
11 Di María ·
12 Pareja ·
13 Acosta ·
14 Mascherano ·
15 Messi ·
16 Agüero ·
17 Buonanotte ·
18 Romero ·
22 Navarro ·
Coach: Batista
1 Carrizo ·
2 Garay ·
4 Zabaleta ·
4 Burdisso ·
5 Cambiasso ·
6 G. Milito ·
7 Di María ·
8 Zanetti ·
9 Higuaín ·
10 Messi ·
11 Tévez ·
12 Andújar ·
13 Pareja ·
14 Mascherano  ·
15 Biglia ·
16 Agüero ·
17 Rojo ·
21 Pastore ·
19 Banega ·
20 Gago ·
21 Lavezzi ·
22 D. Milito ·
23 Romero ·
Coach: Batista